# Brigsteer
Brigsteer – wieś w Anglii, w Kumbrii, w dystrykcie (unitary authority) Westmorland and Furness. Leży 67 km na południe od miasta Carlisle i 358 km na północny zachód od Londynu.